# Фильяноти, Джузеппе
Джузеппе Фильяноти (итал. Giuseppe Filianoti, род. 11 января 1974 года, Реджо-ди-Калабрия, Италия) — итальянский оперный певец, лирический тенор.

## Ранние годы
Джузеппе Фильяноти родился в 1974 прибрежном городе Реджо-ди-Калабрия в Италии. Получил литературное образование в Университете Degli Studi di Messina на Сицилии. В 1997 году окончил Консерваторию Франческо Чилеа в Реджо-ди-Калабрия, учился у Анны Ванди. Выиграл престижную стипендию на два года стажировки в Академии театра Ла Скала в Милане. Здесь познакомился с известным певцом Альфредо Краусом, который стал его многолетним наставником и оказал решающее влияние на вокальную технику, артистические приёмы и стиль молодого певца.

## Карьера
Фильяноти дебютировал на профессиональной сцене в 1998 году в Бергамо в главной роли в опере «Дон Себастьян Португальский» Доницетти. На Оперном фестивале Россини в Пезаро 1999 году исполнил партию Аржирио («Танкред» Россини), здесь его заметил Риккардо Мути, главный дирижёр Ла Скала, и пригласил для участия в опере Паизиелло «Нина» (итал. Nina, o sia La pazza per amore). В 2003 году Фильяноти пел на открытии сезона Ла Скала в опере Россини «Моисей и Фараон». Вокальная карьера певца часто приводила его на сцену Ла Скала, где он пел в операх «Король на час», «Джанни Скикки», «Риголетто», «Лючия ди Ламмермур», «Лукреция Борджиа», «Дон Жуан». Фильяноти участвовал в гастролях Ла Скала с Даниэлем Баренбоймом в Берлине, Тель-Авиве. В Театро Колон в Буэнос-Айресе пел «Реквием» Верди, в Большом театре пел партию Дона Оттавио в «Дон Жуане». В Италии Фильяноти выходил на сцену Римского оперного театра, Театра Коммунале в Болонье, театра Реджо в Турине, Муниципального театра Флоренции, театра Массимо в Палермо. Дебют в Королевском Оперном театре Ковент-Гарден состоялся в 2000 году в роли Альфреда в «Травиате», в 2005 году он пел здесь партию Дона Себастьяна и Неморино («Любовный напиток» Доницетти).
В 2005 году Фильяноти дебютировал в Метрополитен-опера в Нью-Йорке в роли Эдгардо в «Лючии ди Ламмермур» и получил восторженные отзывы. Афиша Фильяноти в Метрополитен-опера включает Герцога в «Риголетто», Неморино, заглавные партии в «Милосердии Тита» и «Сказках Гофмана», Руджеро в «Ласточке». Фильяноти выступал в Опере Сан-Франциско (Эдгардо в «Лючии ди Ламмермур»), с Оперным оркестром Нью-Йорка в Карнеги-холл пел Федерико («Арлезианка» Чилеа). Пел Неморино в Опере Лос-Анджелеса в 2009 году и в Лирической Опере Чикаго в 2010, затем Эдгардо в 2011 и Герцога в 2013.
Джузеппе Фильяноти выступает в ведущих оперных театрах Европы, таких как Немецкая опера в Берлине, Венская Государственная Опера, Гамбургская Государственная Опера, Королевский театр в Мадриде, в Барселоне и Брюсселе. С участием Фильяноти в Баварской опере в Мюнхене представили новую постановку «Любовного напитка». Парижская Национальная опера пригласила его на роль де Грие в новой постановке «Манон». Фильянноти имеет контракты с лучшими театрами на несколько лет вперёд, он один из самых востребованных теноров в мире.
Первый сольный концерт классической музыки Фильянотти представил в Америке 21 апреля 2012 года в Театре Фолли в Канзас-Сити. Программа состояла из итальянских и немецких песен Чилеа, Пиццетти, Респиги, Тости и Штрауса. В Лондоне первый сольный концерт певца состоялся 11 марта 2014 года.
Фильяноти поёт многие произведения Франческо Чилеа и глубоко изучает его творчество. В 2011 году певец обнаружил среди бумаг композитора рукопись арии «Alba novella/Una mattina», первоначально входившей в черновую четырёхактную версию «Арлезианки». Ария была исключена из оперы по настоянию издателя и забыта. Это произведение Фильяноти включил в программу Оперного фестиваля в Уэксфорде в 2012 году.
Обширная дискография артиста включает записи опер «Юлий Сабин» Дж. Сарти, «Танкред» и «Моисей и фараон» Дж. Россини, «Дон Себастьян» Г. Доницетти, «Травиата» Дж. Верди, «Медея» Л. Керубини, «Мефистоль» А. Бойто.

## Награды и премии
- Международный вокальный конкурс Франческо Паоло Тости — первый приз (1996)[14]
- Оперный конкурс Франсиско Виньяса — первый приз, лучший тенор (1999)[15]
- Международный конкурс «Опералия» — второй приз (1999)
- Приз итальянской критики Франко Аббьяти как лучший певец года (2004)
- Почётная награда Реджо-ди-Калабрия San Giorgio d’Oro (2010)[16]